# چیدامبارام
چیدامبارام (به انگلیسی: Chidambaram) یک منطقهٔ مسکونی در هند است که در بخش کدالور واقع شده‌است. چیدامبارام ۶۲٬۱۵۳ نفر جمعیت دارد و ۳ متر بالاتر از سطح دریا واقع شده‌است.